# Galten och Suggan

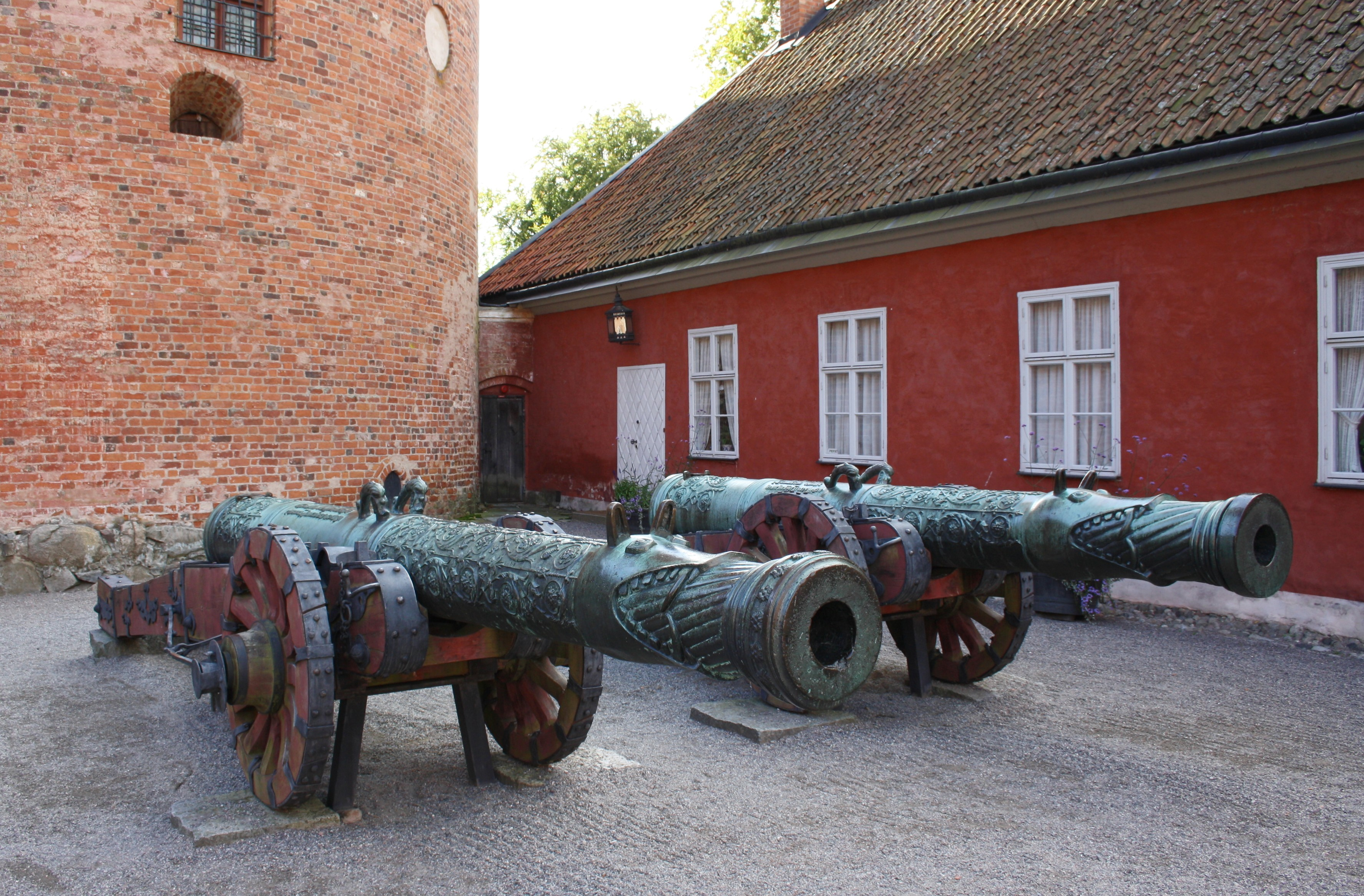
Galten och Suggan finns sedan 1623 på Gripsholms slott.

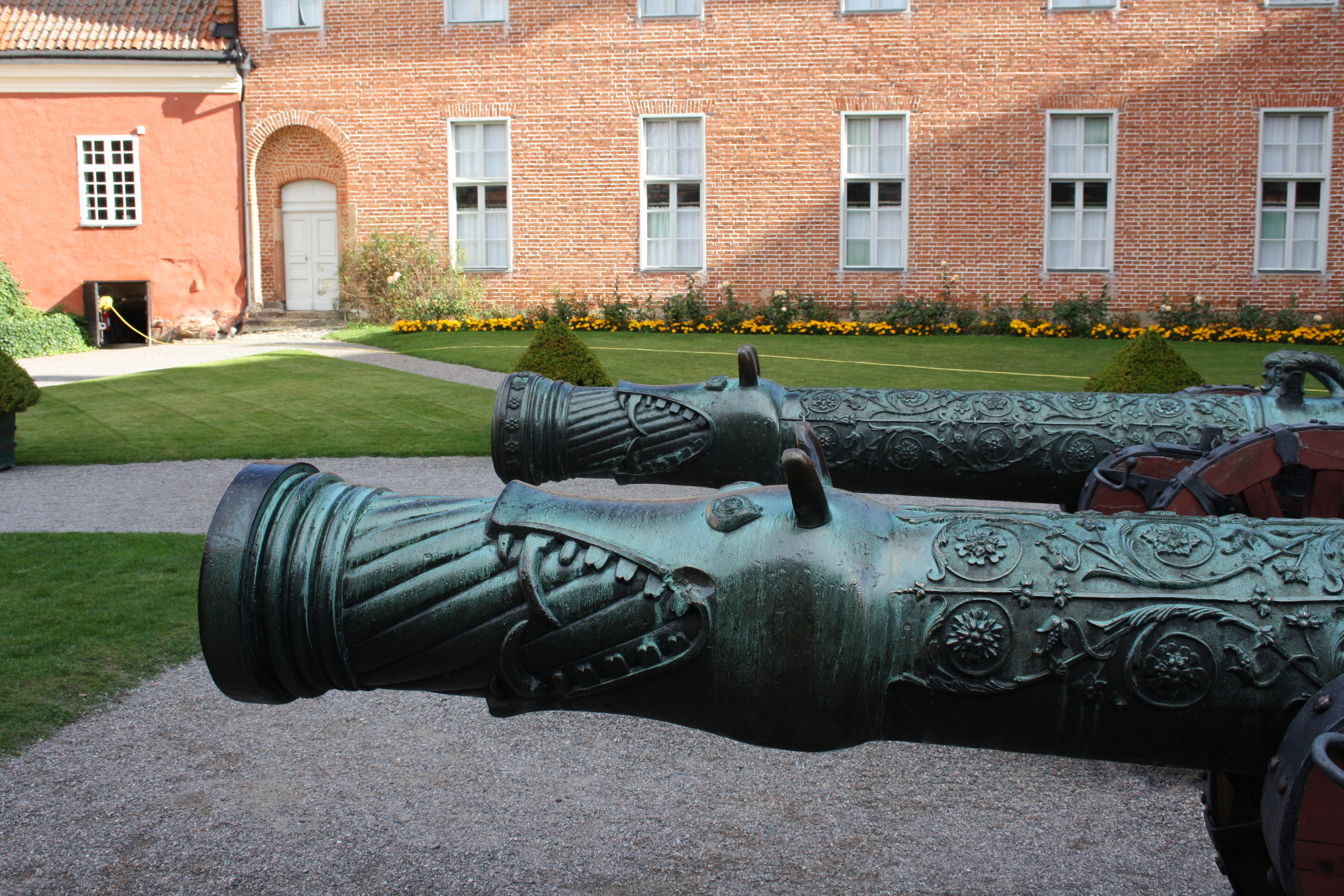
Galten och Suggan liknar varandra men skiljer sig något i storlek och utförande.

Galten och Suggan är två likartade, men inte identiska, kanoner som sedan den 22 augusti 1623 förvaras på Gripsholms slott vid Mariefred, där de står uppställda på den yttre borggården. De båda kanonerna har även kallats Rysseulvarna och har dessutom gått under namnen Vargen och Varginnan.

## Historia
Den ena av dem togs som krigsbyte vid Narva av Pontus de la Gardie år 1581. Den andra beslagtogs av Evert Horn vid Ivangorod år 1612.
De båda kanonerna är rikt utsmyckade med beslag och inskriptioner på ryska. Den större av dem göts 1579 och den mindre år 1577. Flera gånger under 1700-talet, 1722, 1734 och 1764, var de hotade eftersom det fanns planer på att smälta ned dem och gjuta nya pjäser.
I boken Gripsholm, slottet och dess samlingar, 1537-1937 tecknar kapten Sten Djurberg de båda kanonernas historia. I essän Till Galtens och Suggans historia skriver han att "blott ingripandet av några för våra stolta historiska troféer intresserade personer ha vi att tacka för att de undgingo förgängelsen". Han konstaterar avslutningsvis att "från sin plats på den gamla vasaborgen minna de alltjämt besökaren om tider, då Sverige i kamp och umbäranden och blott genom att spänna krafterna till det yttersta lyckades hävda sin självständighet och lägga grunden till sitt stormaktsvälde."